# Католе-ду-Роша (микрорегион)

Католе-ду-Роша на карте.

Католе-ду-Роша (порт. Microrregião de Catolé do Rocha) — микрорегион в Бразилии, входит в штат Параиба. Составная часть мезорегиона Сертан штата Параиба. Население составляет 	116 056	 человек (на 2010 год). Площадь — 	3038,004	 км². Плотность населения — 	38,20	 чел./км².

## Демография
Согласно сведениям, собранным в ходе переписи 2010 г. Национальным институтом географии и статистики (IBGE), население микрорегиона составляет:						
| Полное население                             | Полное население                             | Полное население                             | Полное население                             | 116 056 |
| -------------------------------------------- | -------------------------------------------- | -------------------------------------------- | -------------------------------------------- | ------- |
| в том числе:                                 | Городское население                          | 81 402                                       | Процент городского населения, %              | 70,14   |
|                                              | Сельское население                           | 34 654                                       | Процент сельского населения, %               | 29,86   |
|                                              | Мужское население                            | 57 374                                       | Процент мужского населения, %                | 49,44   |
|                                              | Женское население                            | 58 682                                       | Процент женского населения, %                | 50,56   |
| Плотность населения, чел/км²                 | Плотность населения, чел/км²                 | Плотность населения, чел/км²                 | Плотность населения, чел/км²                 | 38,20   |
| Население микрорегиона в % к населению штата | Население микрорегиона в % к населению штата | Население микрорегиона в % к населению штата | Население микрорегиона в % к населению штата | 3,08    |

## Статистика
- Валовой внутренний продукт на 2003 год составляет 235 250 310,00 реалов (данные: Бразильский институт географии и статистики).
- Валовой внутренний продукт на душу населения на 2003 год составляет 2195,77 реалов (данные: Бразильский институт географии и статистики).
- Индекс развития человеческого потенциала на 2000 год составляет 0,630 (данные: Программа развития ООН).

## Состав микрорегиона
В составе микрорегиона включены следующие муниципалитеты:
1. Белен-ду-Брежу-ду-Крус
2. Бон-Сусесу
3. Брежу-ду-Крус
4. Брежу-дус-Сантус
5. Католе-ду-Роша
6. Жерико
7. Лагоа
8. Мату-Гросу
9. Риашу-дус-Кавалус
10. Сан-Бенту
11. Сан-Жозе-ду-Брежу-ду-Крус